# トルコ投資促進機関
トルコ投資促進機関（トルコとうしそくしんきかん、英: Investment Support and Promotion Agency of Turkey：ISPAT）は、海外からトルコ共和国への投資を促進させるために2006年に設立された政府機関。正式名称はトルコ共和国首相府投資促進機関。本部は首都のアンカラに所在する。

## 概要
トルコ本国では首都アンカラに本部、イスタンブールに事務所があり、職員は合計で約60名。政府組織としては珍しく、その多くが民間セクター出身者で占められている。その結果、投資家企業の細かい要求にもスピードのある対応をすることが可能。また、投資促進機関は首相府の一部となっているため、海外企業の方々が直面する様々な問題の管轄が別々の省庁にまたがるような場合でも、統一窓口として解決にあたれるような組織の仕組みとなっている。
トルコ投資促進機関のサービスは全て無償にて提供される。ただし、サポート対象は、1) 工場建設などの新規・追加直接投資、2) 現地企業などとの合弁事業、3) 現地企業のM&A、の優先順位となっており、原則として貿易事業はサポートの対象にならない。

## 各地の事務所
日本、英国、フランス、ベルギー、ルクセンブルク、スペイン、イタリア、ドイツ、ロシア、カザフスタン、湾岸諸国（バーレーン、クウェート、オマーン、カタール、アラブ首長国連邦）、イスラエル、サウジアラビア、中国、インド、米国、カナダの各都市に代表事務所がある。

### 日本
東京事務所は、2008年9月1日に開設された。当初は東京都渋谷区渋谷三丁目にあったが、2012年10月より東京都渋谷区広尾5-1-43-801に移転した。トルコ投資促進機関は、日本の投資家企業に対し、投資の収益性を判断するための情報の調査・提供、提携候補先となる現地企業の調査、工場立地の候補用地の調査、各種優遇制度の紹介などを行い、一定条件を満たす投資案件については、日本企業の担当者がトルコを訪問した際の同行、訪問先手配などを無料で行っている。また、上記のサービスは東京事務所を通して利用することができる。

#### 主な事業
- トルコへの投資・法令・各種優遇制度に関する情報を収集・提供
- トルコでの提携候補先となる現地企業の調査、工場立地の候補用地の調査
- 日本企業の担当者がトルコを訪問した際の同行、訪問先手配
- トルコ投資セミナーの開催
- 日本企業を訪問しての投資環境・手続きについての案内
- 投資家企業へのサービスは、トルコでの事業の開始時だけではなく、その前後も実施